# Quadrantidi
Le Quadrantidi sono un importante sciame meteorico visibile nel mese di gennaio.
La loro sigla internazionale è QUA.
Le meteore s'irradiano da un'area vicina alla costellazione di Boote; il loro nome deriva da quello del Quadrante Murale, un'obsoleta costellazione che oggi fa parte di Boote.
Il corpo progenitore delle Quadrantidi è stato recentemente identificato in modo provvisorio come l'asteroide 196256 (2003 EH1), che a sua volta potrebbe essere la cometa C/1490 Y1, osservata dagli astronomi cinesi, giapponesi e coreani 500 anni fa.
La data migliore per osservare le Quadrantidi è il 3 gennaio, anche se possono essere avvistate dal 1º al 5 di gennaio. Il radiante sorge dopo la mezzanotte locale.
Lo Zenithal Hourly Rate (ZHR) di questo sciame è circa 120: la durata del massimo, circa 6 ore, fa sì che per una data località il massimo si possa vedere solo ogni 4 anni poiché l'anno dura circa 365,25 giorni e lo 0,25 di un giorno corrisponde a 6 ore: a questo bisogna aggiungere lo sfasamento nella longitudine solare dovuto al giorno in più dell'anno bisestile che fa sì che il massimo capiti in alcuni anni il 3 gennaio, in altri il 4 gennaio.